# Libanon i olympiska vinterspelen 1948
Libanon deltog med två deltagare vid de olympiska vinterspelen 1948 i Sankt Moritz. Ingen av landets deltagare erövrade någon medalj.